# Neue Bamberger Hütte
Die Neue Bamberger Hütte ist eine Schutzhütte der Sektion Bamberg des Deutschen Alpenvereins. Sie liegt auf 1756 m ü. A. Höhe in der Kelchsau in den Kitzbüheler Alpen. Erreichbar ist die Hütte entweder aus der Kelchsau – ab dem Gasthof Wegscheid im Kurzen Grund in knapp 2 Stunden oder vom Bundesland Salzburg, vom Gasthof Ronach an der alten Gerlosstraße über das Salzachjoch in etwa 3,5 Stunden.

## Geschichte
Die erste Bamberger Hütte wurde 1893/94 von der Sektion Bamberg des DuOeAV am Fuß des Piz Boè in der Sellagruppe in den Dolomiten erbaut. Diese Hütte wurde 1919 durch den Vertrag von Saint-Germain enteignet und dem SAT eine Sektion des CAI zugesprochen. Dieser setzte die im Krieg schwer beschädigte Hütte wieder instand und betrieb sie unter dem Namen Boèhütte weiter.
1955 erwirbt die Sektion vom Skiclub Hopfgarten die Hopfgartner Skihütte, deren baulicher Zustand schlecht ist und unmittelbare Sanierungsarbeiten erfordert. 1958 wird die Hütte erweitert, Küche, Entwässerung, Druckrohr- und Trinkwasserleitung werden saniert. 1960 schließlich wird die Hopfgartner Hütte in Neue Bamberger Hütte umbenannt. 1962 wird die Materialseilbahn gebaut. Weitere Sanierungen folgen 1978, 1991 und 2000.

## Tourenziele im Winter
- Schafsiedel
- Aleitenspitze
- Schwebenkopf
- Salzachgeier
- Tristkopf
- Kröndlhorn
- Fünfmandling
- Nandernachjoch
- Markkirchl

## Wandermöglichkeiten im Sommer
- Wildalmseen, 1.937 bis 2,324 m
- Tristkopf, 2359 m, ca. 2 Stunden
- Schafsiedel, 2447 m, ca. 2,5 Stunden
- Kröndlhorn, 2444 m, ca. 2,5 Stunden
- Salzachgeier, 2466 m, ca. 3,5 Stunden

## Karte
- Alpenvereinskarte 1:50.000, Blatt 34/1, Kitzbüheler Alpen West